# Eugen Bregant (Entomologe)

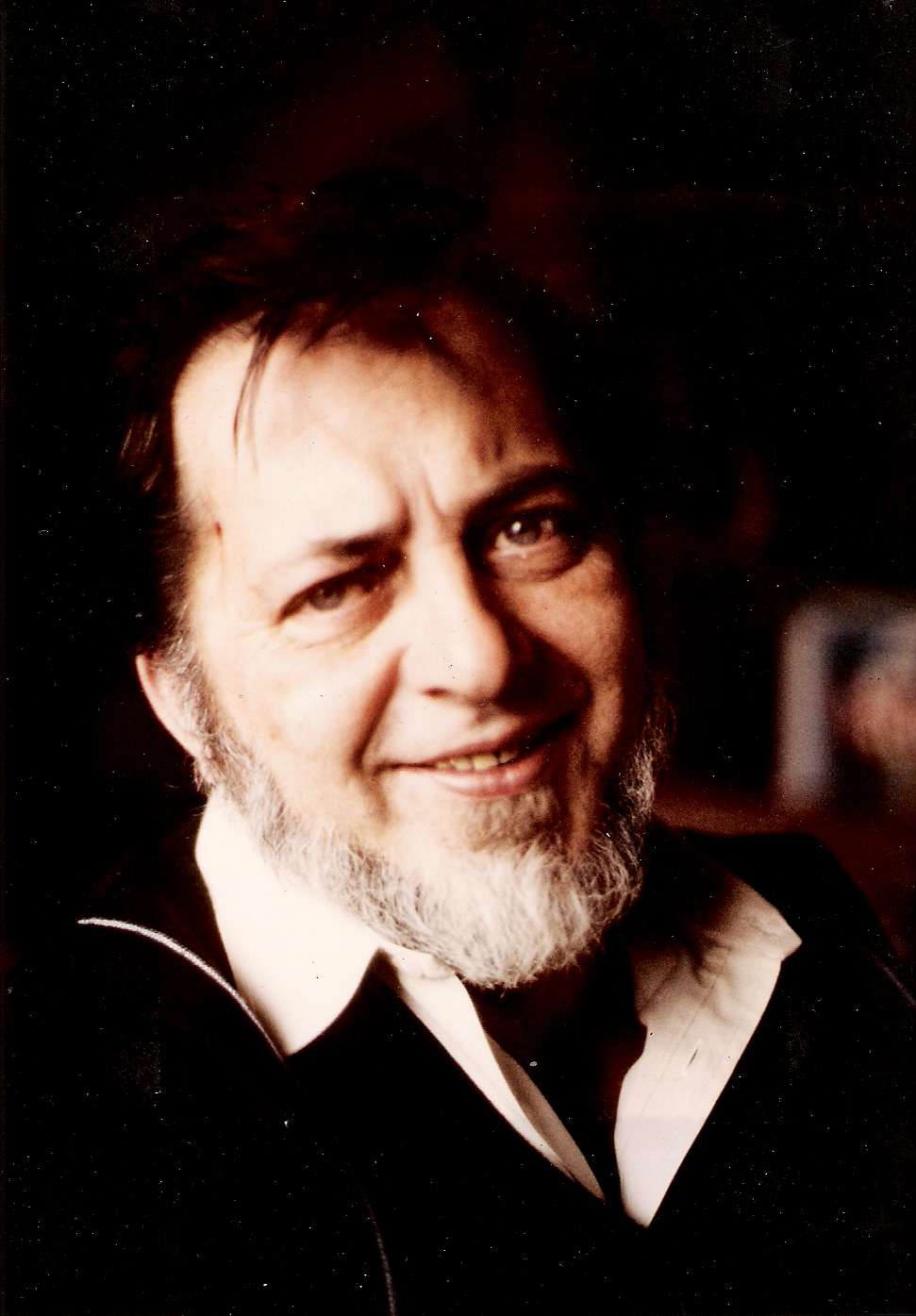
Eugen Bregant ca. 2000

Eugen Bregant der Jüngere (* 5. Jänner 1937 in Graz; † 3. Juni 2003 in Graz, Steiermark) war Entomologe, Botaniker und Zoologe am Landesmuseum Joanneum in Graz.

## Leben
Bregant war das einzige Kind des gleichnamigen Generalmajors Eugen Bregant und dessen Frau Josefine. Der Vater, Kommandant des Infanterieregimentes No. 1 sowie ein Offizier des österreichischen Bundesheeres in der Ersten Republik, starb noch vor seiner Geburt am 18. November 1936.
Kriegsbedingt besuchte Bregant die Volksschule in Langegg, dann in Gabersdorf sowie nach Kriegsende in Graz. Nach der Matura begann er 1956 mit dem Studium der Fachrichtung Bergwesen an der Montanistischen Hochschule Leoben. In den Ferien verdingte Bregant sich als Ferialarbeiter im Bergbau Fohnsdorf Unter Tag, in einer Kohlengrube im Ruhrgebiet, im Bergbau Seegraben bei Leoben, sowie bei der Österreichischen Mineralölverwaltung in Neusiedl an der Zaya in der Erdölförderung. 1958 heiratete er Hedda Reininger, gab sein Studium in Leoben auf und übersiedelte nach Graz, wo er an der Universität das Lehramtsstudium Naturgeschichte aufnahm. Wirtschaftliche Probleme zwangen ihn, das Studium aufzugeben und eine Beschäftigung in einem Bauunternehmen aufzunehmen. 1959 und 1967 kamen seine beiden Kinder Marina Barbara und Aldo Eugen zur Welt.

## Karriere
Auf der Suche nach Literatur, Vergleichsmaterial und vor allem auch nach fachlichen Kontakten für seine Leidenschaft, die Beschäftigung mit Insekten, traf er im Jahre 1958 mit Erich Kreissl von der Abteilung für Tier- und Pflanzenkunde des Landesmuseums Joanneum zusammen. Dieser konnte Eugen Bregant für die insektenkundliche Erforschung der Steiermark und für Arbeiten an den Sammlungen gewinnen. Schließlich erhielt er im Jahre 1974 an der inzwischen selbstständig gewordenen und von Kreissl geleiteten Abteilung für Zoologie eine Anstellung im gehobenen Dienst an Museen. Ziemlich bald kam es allerdings zwischen ihm und seinem Mentor Kreissl zu erheblichen Differenzen. Im Jahr 1979 wurde Eugen Bregant seitens der Museumsleitung ein Wechsel an die Abteilung für Botanik ermöglicht. Da für ihn als Buprestiden-Spezialist Kenntnisse der Wirtspflanzen schon immer von Wichtigkeit waren, hat er sich sehr schnell in sein neues Arbeitsgebiet hineingefunden. Er wurde mit der Betreuung des Herbariums, insbesondere der Farn- und Blütenpflanzen-Sammlung, sowie mit den Redaktionsarbeiten für Publikationen der Abteilung und Gestaltung von Ausstellungen betraut.
Seine Teilnahme an den Geländearbeiten zur floristischen Erforschung und Dokumentation der Steiermark, die von der Abteilung für Botanik gemeinsam mit der Floristisch-Geobotanischen Arbeitsgemeinschaft im Naturwissenschaftlichen Verein für Steiermark im Rahmen des Projektes der Kartierung der Flora Mitteleuropas in der Steiermark betrieben wurden mündete in Publikationen sonder Zahl. Weiters hat er mit namhaften Pflanzenkennern wie Willibald Maurer und Helmut Melzer der floristischen Erforschung des östlichen Österreichs und angrenzender Gebiete dienende Exkursionen durchgeführt.
Gegen Ende des Jahres 1994 erkrankte er schwer und wurde in den Ruhestand versetzt. Als sich sein Gesundheitszustand wieder einigermaßen gebessert hatte, setzte er seine floristische und vor allem entomofaunistische Tätigkeit fort. Ein leichter Schlaganfall konnte diese wegen beeinträchtigter Gehfähigkeit nur einschränken, aber nicht verhindern. Ein zweiter Schlaganfall bedeutete aber dann das Ende.
Aus seinem Nachlass erhielt das Biologiezentrum des Oberösterreichischen Landesmuseums die Insektensammlung. An das Landesmuseum Joanneum übergab Eugen Bregant schon zu Lebzeiten eine Grabwespensammlung sowie eine Sammlung ostösterreichischer Wildbienen.
Nach seinem Tode wurde eine neu entdeckte Tierart ihm zu Ehren benannt, die Milbe Imparipes breganti.

## Veröffentlichungen

### Zoologie
- Eugen Bregant: Neufunde von Prachtkäferarten der Gattungen Coroebus Cast. und Agrilus Curt. (Insecta, Coleoptera). In: Mitteilungen des naturwissenschaftlichen Vereins für Steiermark. Band 100, 1971, S. 448–450 (zobodat.at [PDF]).
- Eugen Bregant: Zum Vorkommen von Strongylognathus testaceus SchenkcK, der kleinen Säbelameise, in Osterreich (Hym., Formicidae). In: Mitteilungen der Abteilung für Zoologie am Landesmuseum Joanneum Graz. Band 2(3), 1973, S. 135–136 (zobodat.at [PDF]).
- Erich Kreissl, Eugen Bregant: Literatur über Greifvogelbeobachtungen in der Steiermark. In: Katalog Zur Sonderausstellung „Greifvogel“. Abt. Zool. Landesmus. Joanneum, Graz 1975, S. 60–65.
- Eugen Bregant: Zum Stand der Erforschung der Prachtkäfer (Coleoptera, Buprestidae) der Steiermark. In: Berichte der Arbeitsgemeinschaft für ökologische Entomologie in Graz. Band 7, 1976, S. 13–15 (zobodat.at [PDF]).
- Erich Kreissl, Eugen Bregant: Lampra mirifica (MuLs.) – eine für die Steiermark neue Prachtkäferart (Ins., Coleoptera, Buprestidae). In: Mitteilungen der Abteilung für Zoologie am Landesmuseum Joanneum Graz. Band 6(1), 1977, S. 37–39 (zobodat.at [PDF]).
- Eugen Bregant: Zur Biologie, Verbreitung und systematischen Stellung von Agrilus auricollis und Agrilus roscidus (Ins., Coleoptera, Buprestidae). In: Mitteilungen des naturwissenschaftlichen Vereins für Steiermark. Band 107, 1977, S. 165–169 (zobodat.at [PDF]).
- Eugen Bregant, Karl Adlbauer: Erstnachweise von Oryzaephilus mercator FAuv. für die Steiermark (Coleoptera, Cucujidae). In: Berichte der Arbeitsgemeinschaft für ökologische Entomologie in Graz. Band 8, 1977, S. 5–7 (zobodat.at [PDF]).
- Eugen Bregant: Eine interessante Hymenopterenfaunula aus den Windischen Büheln (Vespidae, Eumenidac, Chrysididae und Formicidae). In: JBer. 1977 Landesmus. Joanneum N. E. Band 7, 1978, S. 173–180.
- Eugen Bregant: Die Verbreitung der Arten der Gattungen Acmaeodera, Acmaeoderella, Lampra und Palmar in Osterreich (Ins., Coleoptera, Buprestidae). In: Mitteilungen der Abteilung für Zoologie am Landesmuseum Joanneum Graz. Band 7(1), 1978, S. 17–26 (zobodat.at [PDF]).
- Karl Adlbauer, Eugen Bregant: Erste gesicherte Fundmeldung der Bockkafer Rhopalopus femoratus und Saperda punctata aus der Steiermark (Coleoptera, Cerambycidae). In: Mitteilungen des naturwissenschaftlichen Vereins für Steiermark. Band 109, 1979, S. 201–203 (zobodat.at [PDF]).
- Karl Adlbauer, Eugen Bregant: Beobachtungen zur Verbreitung und Biologie der Bockkäfer in der Steiermark (Col., Cerambycidae). In: Mitteilungen des naturwissenschaftlichen Vereins für Steiermark. Band 111, 1981, S. 175–182 (zobodat.at [PDF]).
- Eugen Bregant: Interessante Hymenopterenfunde aus dem Südburgenland (Sphecidae, Chrysididae und Vespidae). In: Natur und Umwelt im Burgenland. Band 4 (2), 1981, S. 51–52 (zobodat.at [PDF]).
- Eugen Bregant: Rote Liste der in der Steiermark gefährdeten Prachtkäfer (Coleoptera, Buprestidae). In: Johannes Gepp (Hrsg.): Rote Listen gefährdeter Tiere der Steiermark (= Steir. Naturschutzbrief. Sonderheft 3). 1981, S. 85–90 (zobodat.at [PDF]).
- Eugen Bregant: Prachtkäfer; Ameisen. In: Johannes Gepp: Trockenrasen in Österreich als schutzwürdige Refugien wärmeliebender Tierarten. In: Österreichischer Trockenrasenkatalog (= Grüne Reihe Bundesmin. Gesundh. Umweltsch. Band 6). 1986, S. 19, 22.
- Johannes Gepp, Eugen Bregant: Zur Biologie der synanthropen, in Europa eingeschleppten Orientalischen Mauerwespe Sceliphron (Prosceliphron) Curvatum (SMITH, 1870) (Hymenoptera, Sphecidae). In: Mitteilungen des naturwissenschaftlichen Vereins für Steiermark. Band 116, 1986, S. 221–240 (zobodat.at [PDF]).
- Karl Adlbauer, Eugen Bregant: Verbreitung und Biologie der Coroebini in Österreich – Coroebus florentinus (Herbst, 1801), neu für die Steiermark (Col., Buprestidae). In: Mitteilungen der Abteilung für Zoologie am Landesmuseum Joanneum Graz. Band 47, 1993, S. 45–54 (zobodat.at [PDF]).
- Eugen Bregant, Christian O. Dietrich: Literaturverzeichnis, Systematik und Faunistik (Formicidae, Österreich). In: Myrmecologische Nachrichten. Band 1, 1995, S. 4–11.
- Ulrike Hausl-Hofstätter, Eugen Bregant: Zur Bienenfauna der Steiermark II. Weitere Funde von Trachusa PANZ. und Anthidium FABR., Anthidium cingulatum LArR. neu für die Steiermark (Hym., Apoidea, Megachilidae). In: Mitteilungen der Abteilung für Zoologie am Landesmuseum Joanneum Graz. Band 50, 1996, S. 81–82 (zobodat.at [PDF]).
- Eugen Bregant: Hymenopterologische Notizen aus Österreich – 8 (Insecta: Hymenoptera acule ata). In: Linzer biologische Beiträge. Band 29(1), 1997, S. 239–245 (zobodat.at [PDF]).
- Eugen Bregant: Hymenopterologische Notizen aus Österreich – 10 (Hymenoptera, Chrysididae). In: Linzer biologische Beiträge. Band 30(2), 1998, S. 623–628 (zobodat.at [PDF]).
- Eugen Bregant: Bemerkenswerte Ameisenfunde aus Österreich (1-lymenoptera: Formicidae). In: Myrmecologische Nachrichten. Band 2, 1998, S. 1–6.
- Eugen Bregant: Zur Biologie und Verbreitung der Honigameise Prenolepis nitens (MAYR, 1852) in Osterreich (Hymenoptera: Formicidae). In: Myrmecologische Nachrichten. Band 2, 1998, S. 14–18.
- Hermann Dollfuss, Josef Gusenleitner, Eugen Bregant: Grabwespen im Burgenland (Hymenoptera, Sphecidae). In: Stapfia. Band 55, 1998, S. 507–552 (zobodat.at [PDF]).
- Eugen Bregant, Jürgen Joachim Fritz, Horst Walluschek-Wallfeld: Bemerkenswerte Prachtkäferfunde in Österreich (Coleoptera, Buprestidae). In: Joannea Zoologie. Band 1, 1999, S. 65–70 (zobodat.at [PDF]).
- Johann Neumayer, Martin Schwarz, Eugen Bregant: Vorläufiges Verzeichnis ausgewählter Hautflügler Kärntens (Hymenoptera ohne Formicidae und Apidae). In: Rote Liste gefährdeter Tiere Kärntens. In: Naturschutz in Kärnten. Band 15, 1999, S. 213–228 (zobodat.at [PDF]).
- Eugen Bregant: Unsere einheimischen Ameisen. In: Da schau her. Band 21(3), 2000, S. 10–14.

### Botanik
- Eugen Bregant: Verzeichnis der von der Abteilung für Zoologie und Botanik (bis 1971) und der Abteilung für Botanik (ab 1972) am Steiermärkischen Landesmuseum Joanneum in Graz herausgegebenen botanischen Veröffentlichungen. In: Mitteilungen der Abteilung für Botanik am Landesmuseum Joanneum in Graz. Band 10, 1980, S. 27–28 (zobodat.at [PDF]).
- Eugen Bregant, Helmut Melzer: Ein Fund des Lauch-Täschelkrautes (Thlaspi alliaceum L.) in der Steiermark. In: Notizen zur Flora der Steiermark. Band 7, 1985, S. 11–14 (zobodat.at [PDF]).
- Arnold Zimmermann, Eugen Bregant, Detlef Rainer Ernet, Alfred Aron: Ein Vorkommen der Gras-Schwertlilie (Iris graminea L.) in der Steiermark (Osterreich). In: Mitteilungen der Abteilung für Botanik am Landesmuseum "Joanneum" in Graz. Band 13/14, 1986, S. 45–54 (zobodat.at [PDF]).
- Helmut Melzer, Eugen Bregant: Scutellaria galericulata x hastifolia = S. x neumannii – eine neue Helmkrauthybride, in der Steiermark heimisch. In: Notizen zur Flora der Steiermark. Band 9, 1988, S. 1–36 (zobodat.at [PDF]).
- Eugen Bregant, Detlef Rainer Ernet: Ein zweiter Fund des Erzherzog-Johann-Kohlröschens (Nigritella archiducis-joannis TEPPNER & KLEIN) in der Steiermark. In: Notizen zur Flora der Steiermark. Band 10, 1988, S. 23–28 (zobodat.at [PDF]).
- Helmut Melzer, Eugen Bregant: Neues zur Flora von Friaul-Julisch-Venetien, Slowenien und Kroatien. In: Gortania, Atti Mus. Friul. Storia Nat. 11 (‘89), 1990, S. 161–176.
- Helmut Melzer, Eugen Bregant: Über Carex Fritschii und Festuca Tenuifolla auf der Vremscica (Jugoslawien, Slowenien). In: Linzer biologische Beiträge. Band 23(1), 1991, S. 245–250 (zobodat.at [PDF]).
- Detlef Rainer Ernet, D. Baloch, Eugen Bregant: Bergwandern mit Botanik 1991. Mit Beiträgen zur floristischen Erforschung des Nockgebietes. In: JBer. 1991 Landesmus. Joanneum N. R 21, 1992, S. 6 1–87.
- Helmut Melzer, Eugen Bregant: Beitrage zur Flora von Friaul-Julisch-Venetien und angrenzender Gebiete von Venetien und Slowenien. In: Gortania, Atti Museo Friul. Storia Nat. 13 (‘91), 1992, S. 103–122.
- Helmut Melzer, Eugen Bregant, BARTA 1: Neues zur Flora von Wien, Niederösterreich und dem Burgenland. In: Linzer biologische Beiträge. Band 24(2), 1992, S. 725–740 (zobodat.at [PDF]).
- Helmut Melzer, Eugen Bregant: Bemerkenswerte Funde von Gefäßpflanzen in der Steiermark. In: Mitteilungen des naturwissenschaftlichen Vereins für Steiermark. Band 123, 1993, S. 183–205 (zobodat.at [PDF]).
- Eugen Bregant, Willibald Maurer: Nachträge zur Flora von Klöch und St. Anna am Aigen. In: Mitteilungen der Abteilung für Botanik am Landesmuseum Joanneum in Graz. Band 21/22, 1993, S. 1–20 (zobodat.at [PDF]).